# 马边玉山竹
马边玉山竹（学名：Yushania mabianensis）为禾本科玉山竹属下的一个种。

## 扩展阅读
- 維基物種上的相關：马边玉山竹